# Notoxus brachycerus
Notoxus brachycerus – gatunek chrząszcza z rodziny nakwiatkowatych i podrodziny Notoxinae.
Gatunek ten został opisany po raz pierwszy w 1837 roku przez Franza Faldermanna jako Monoceros brachycerus.
Chrząszcz o ciele długości od 3 do 6 mm, porośniętym przylegającym owłosieniem, a na głowie, przedpleczu i pokrywach także wmieszanymi w nie nielicznymi, półpodniesionymi szczecinkami. Ubarwienie ma jasnobrunatne z czerwonobrunatnymi: głową i przedpleczem oraz czarnobrunatnym odwłokiem i wzorem na pokrywach, złożonym z plamy przytarczkowej, pary plam zabarkowych i zygzakowatej przepaski poprzecznej za środkiem ich długości; plamy zabarkowe mogą się rozlewać na brzegi pokryw lub zlewać z plamą przytarczkową. Przednia krawędź przedplecza wyciągnięta jest ponad głową w duży, szeroki róg o wyraźnie ząbkowanych brzegach. Przy brzegu tylnym przedplecza znajduje się przewężenie z szeroko pośrodku przerwaną przepaską białego owłosienia. Wierzchołki pokryw są zawsze jasne i obu płci zaokrąglone.
Owad o nieznanej bionomii. Imagines spotyka się od maja do lipca na trawach, bylinach i niższych gałęziach wiązów, wierzb i topól. Odwiedzają kwiaty mikołajków, marchwi, wiesiołków i wrotyczy.
Gatunek palearktyczny o subpontyjsko-śródziemnomorskim typie rozsiedlenia. W Europie stwierdzony został w Portugalii, Hiszpanii, Francji, Niemczech, Szwajcarii, Austrii, Włoszech, Polsce, Czechach, Słowacji, na Węgrzech, Ukrainie, w Mołdawii, Chorwacji, Bośni i Hercegowinie, Serbii, Czarnogórze, Bułgarii, Grecji i Rosji. Poza Europą znany jest z Algierii, Kaukazu, Turcji i Syberii. W Polsce stwierdzany był w XIX wieku i pierwszej połowie XX wieku na południu kraju i w Puszczy Białowieskiej.